# آلبمارل برتی، نهمین ارل لیندزی
آلبمارل برتی، نهمین ارل لیندزی (انگلیسی: Albemarle Bertie, 9th Earl of Lindsey; ۱۷ سپتامبر ۱۷۴۴ – ۱۸ سپتامبر ۱۸۱۸ (۷۴ سال)) نظامی و سیاست‌مدار اهل پادشاهی متحد بریتانیای کبیر و ایرلند بود.